# Shaughnessy
Shaughnessy (conocida en España como Héroe a la fuerza) es una película de Wéstern de 1996, dirigida por Michael Ray Rhodes, basada en la novela The Iron Marshal de Louis L'Amour, también participa en el guion William Blinn, protagonizada por Matthew Settle, Linda Kozlowski y Tom Bower, entre otros. El filme fue realizado por Aces & Eights Productions, Echo Cove Productions y Hill/Fields Entertainment, se estrenó el 20 de junio de 1996.

## Sinopsis
Corría el siglo XIX y Tommy Shaughnessy, un inmigrante irlandés, se va de Nueva York a Kansas, allí consigue el cargo de alguacil en un pueblito.